# Грицаївка (Сватівський район)
Грицаї́вка — село в Україні, у Білокуракинській селищній громаді Сватівського району Луганської області.
Площа села 132 га.

## Історія
Село засноване козаками-переселенцями на початку XVII століття. Заселення цих земель наприкінці XVII — початку XVIII століть відбувалося за участі Острозького та Ізюмського полків. Люди приходили й самочинно в цей край на промисли: займалися рибальством, полюванням, бджільництвом. Стосунки українських «уходників» і царської сторожової служби були не безхмарними. Нові хвиля повстань в Україні і їх поразки змушували козаків і селян шукати свого притулку на Слобідській Україні.
На початку XVIII століття, після азовських походів Петра I ці землі були віддані князю Борису Куракіну. Його син Олександр Куракін у 1730—1760 роках розводив на цих землях овець та велику рогату худобу, давав притулок кріпакам-утікачам з України та Росії, козакам з Чернігівської губернії, заради заселення спустошених придушенням повстання Булавіна земель.
1804 року в селі по лівому боку яру налічувалось 12 дворів.
Під час Голодомору 1932—1933 років за архівними даними в селі загинуло 227 осіб.
У роки німецько-радянської війни село було окуповане німецько-італійськими військами з липня 1942 по січень 1943 року. Під час Острогозько-Россошанської наступальної операції частинам Південно-Західного фронту Червоної армії була поставлена задача вийти 18 січня 1943 року на лінію Шахове — Нагольна — Дем'янівка — Грицаївка — Гайдуківка. 25 січня 1943 року бійці 267 стрілецької дивізії вийшли на рубіж Грицаївка — Струнівка — Гайдуківка.

## Населення
Населення становить 79 осіб, 36 дворів.

## Вулиці
У селі існують вулиці: Дорожня, Жовтнева, Зарічна, Лісна, Першотравнева, Підгірна.

## Економіка
За радянських часів землі села належали колгоспу імені Кірова з центральною садибою в селі Бунчуківка. Колгосп мав 6046 га сільгоспугідь, з них 3735 га ріллі. Головами колгоспу були: 1962—1975 — Вітер Іван Григорович; 1975—1997 — Греков Олександр Іванович. Господарство спеціалізувалось на відгодівлі великої рогатої худоби. Колгосп був нагороджений іменним прапором від імені ЦК КПРС, Верховної Ради СРСР та ВЛКСМ.

## Транспорт
Село розташоване за 17 км від районного центру і за 17 км від залізничної станції Білокуракине на лінії Валуйки — Кіндрашівська-Нова.